# 哈拉斯與林尼克站
哈拉斯與林尼克站（英語：Harrah's & The Linq station）是美國內華達州拉斯維加斯單軌電車的一個車站，位於哈拉斯酒店和皇宮賭場度假村（The Quad Resort and Casino）之間，為島式月台設計。車站位於拉斯維加斯大道的東側，兩間酒店皆有通道與車站相連。

## 鄰近酒店
- 皇家賭場
- 幻景酒店（Mirage Las Vegas）
- 里約酒店（Rio Hotel）（轉乘接駁巴士）
- 金銀島酒店
- 威尼斯人酒店
- 永利拉斯維加斯

## 鄰近景點
- 時尚秀購物中心（Fashion Show Mall）
- 凱薩宮廣場商店街（The Forum Shops at Caesars）
- 古根漢冬宮博物館（Guggenheim Hermitage Museum）
- 大運河購物中心（Grand Canal Shoppes）
- 金銀島女妖（Sirens of TI）
- 幻景酒店火山
- 拉斯維加斯杜莎夫人蠟像館

## 資料來源
1. ↑  Curran, Stephen. . Las Vegas Sun. 2004-07-15  [2010-12-17]. （原始内容存档于2011-06-14）.

## 外部連結
- 拉斯維加斯單軌電車車官方網站